# Kummarivier
Kummarivier is een rivier annex beek, die stroomt in de Zweedse  gemeente Kiruna. De rivier verzorgt de afwatering van het Kummameer in het noorden van Zweden. De rivier stroomt naar het noorden en krijgt dan water van de daar veel grotere Pältsanrivier. Gezamenlijk gaat het naar het oosten. Na circa twintig kilometer belandt haar water bij Kummavuopio in de Könkämärivier.
De Kummarivier komt onder diverse namen voor: Kummaeno (officieel) , Gobmeeatnu, en Gobmejohka, maar ook Kåbmejoki en Kåbmejåkka komen voor. Alles afhankelijk van welk Samisch-dialect gesproken wordt.
Afwatering: Kummarivier → Könkämärivier →  Muonio → Torne → Botnische Golf